# ジェームズ・トラッフォード
ジェームズ・トラッフォード（英語: James Trafford, 2002年10月10日 - ）は、イングランド・コッカーマス出身のサッカー選手。プレミアリーグ・マンチェスター・シティFC所属。ポジションはGK。

## クラブ経歴
コッカーマスの農家に生まれ、幼少期はチェルシーFCのファンであった。カーライル・ユナイテッドFCの下部組織に在籍している時に頭角を現し、2015年8月にマンチェスター・ユナイテッドFCやニューカッスル・ユナイテッドFC、マンチェスター・シティFCが彼の争奪戦に参加、最終的にマンチェスター・シティに移籍したが、メディアはこのニュースを名字に反してライバルのマンチェスター・シティに移籍したと報じた（マンチェスター・ユナイテッドの本拠地がオールド・トラッフォードであるため）。
その後はマンチェスター・シティ EDSで育ち、2021年7月にEFLリーグ1のアクリントン・スタンリーFCに期限付き移籍。同年8月7日のリーグ第1節でフル出場し選手初出場。

### ボルトン・ワンダラーズ
2022年6月15日、トラフォードでボルトン・ワンダラーズFCに期限付き移籍し、翌月には所属元であるマンチェスター・シティとは5年間の契約延長をした。
10月、トラッフォードはクリーンシートを達成する選手として注目を浴び、2023年2月4日のチェルトナム・タウン戦で、ボルトンにおけるホーム戦連続クリーンシート記録を「8」に更新し、さらに次のホーム戦でもクリーンシートを達成したことで自身の持つ記録を「9」に更新した。 しかし、その後のポート・ヴェイル戦で昨年の12月2日以来となる失点を喫したため記録更新は途絶えた。
4月22日のシュルーズベリー・タウンとの試合でシーズン中25回目となるクリーンシートを達成し、トラッフォードはボルトンのゴールキーパーによる1シーズンで最もクリーンシートを達成した選手となった。 最終的に合計26回のクリーンシートを達成したトラッフォードは、コナー・ブラッドリーとともにボルトンの年間最優秀若手選手に選ばれた。 

### バーンリー
2023年7月20日、2023-24シーズンからプレミアリーグに昇格することになったヴァンサン・コンパニ監督率いるバーンリーFCに加入することが決定した。

## 代表歴
U-17代表としてUEFA U-17欧州選手権2019に参加、同じマンチェスター・シティに所属するルイ・ムールデンとポジションを争った。U-20代表としては2021年9月6日に初出場を記録した。
2023年に開催されたUEFA U-21欧州選手権2023では全6試合にフル出場し、全試合でクリーンシートを達成。決勝戦の対スペイン戦で後半アディショナルタイムにPKを止める活躍もあってイングランドの無失点優勝に貢献した。

## プレースタイル
元々はフィールドプレーヤーであった。